# Collins (Geòrgia)
Collins és una població dels Estats Units a l'estat de Geòrgia. Segons el cens del 2000 tenia 528 habitants.

## Demografia
Segons el cens del 2000, Collins tenia 528 habitants, 237 habitatges, i 141 famílies. La densitat de població era de 197,9 habitants per km².
Dels 237 habitatges en un 26,6% hi vivien nens de menys de 18 anys, en un 36,7% hi vivien parelles casades, en un 20,3% dones solteres, i en un 40,1% no eren unitats familiars. En el 36,7% dels habitatges hi vivien persones soles el 18,6% de les quals corresponia a persones de 65 anys o més que vivien soles. El nombre mitjà de persones vivint en cada habitatge era de 2,23 i el nombre mitjà de persones que vivien en cada família era de 2,88.
Per edats la població es repartia de la següent manera: un 24,2% tenia menys de 18 anys, un 9,8% entre 18 i 24, un 23,3% entre 25 i 44, un 22,5% de 45 a 60 i un 20,1% 65 anys o més.
L'edat mediana era de 39 anys. Per cada 100 dones de 18 o més anys hi havia 69,5 homes.
La renda mediana per habitatge era de 19.453 $ i la renda mediana per família de 23.500 $. Els homes tenien una renda mediana de 27.917 $ mentre que les dones 16.818 $. La renda per capita de la població era de 14.120 $. Entorn del 24% de les famílies i el 28,9% de la població estaven per davall del llindar de pobresa.

## Poblacions més properes
El següent diagrama mostra les poblacions més properes.